# Bulgarsko rozovo maslo
Il Bulgarsko rozovo maslo (in lingua bulgara българско розово масло) è il nome comunemente assegnato ad un olio essenziale di rosa ottenuto mediante distillazione a vapore dei fiori di rosa oleifera (rosa × damascena Mill.), tradizionalmente coltivata nella valle delle rose in Bulgaria.
Nel settembre 2014, a livello europeo, il Bulgarsko rozovo maslo è stato riconosciuto il marchio indicazione geografica protetta (IGP).

## Caratteristiche
Presenta un aspetto liquido oleoso trasparente con un colore giallo, giallo-verde chiaro e suo odore è particolarmente inebriante.

## Zona di produzione
L'area geografica di produzione comprende i seguenti comuni:
- nella provincia di Plovdiv: Brezovo, Kalojanovo, Karlovo, Sopot, Stambolijski, Săedinenie e Hisarja;
- nella provincia di Stara Zagora: Bratja Daskalovi, Gurkovo, Kazanlăk, Măgliž, Nikolaevo, Pavel Banja e Stara Zagora;
- nella provincia di Pazardžik: Belovo, Bracigovo, Pazardžik, Panagjurište, Peštera e Strelča;
- nella provincia di Sofia: Ihtiman, Koprivštica e Mirkovo.

## Galleria d'immagini

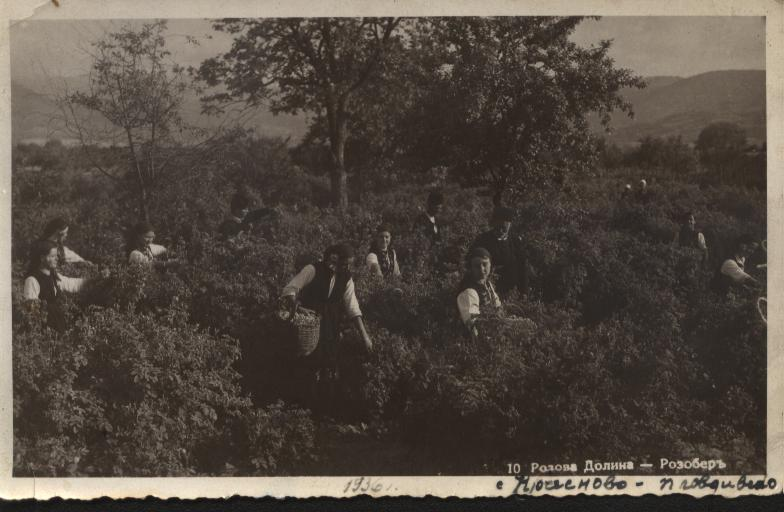
Fotografia (1936) di una raccolta delle rose nella valle.
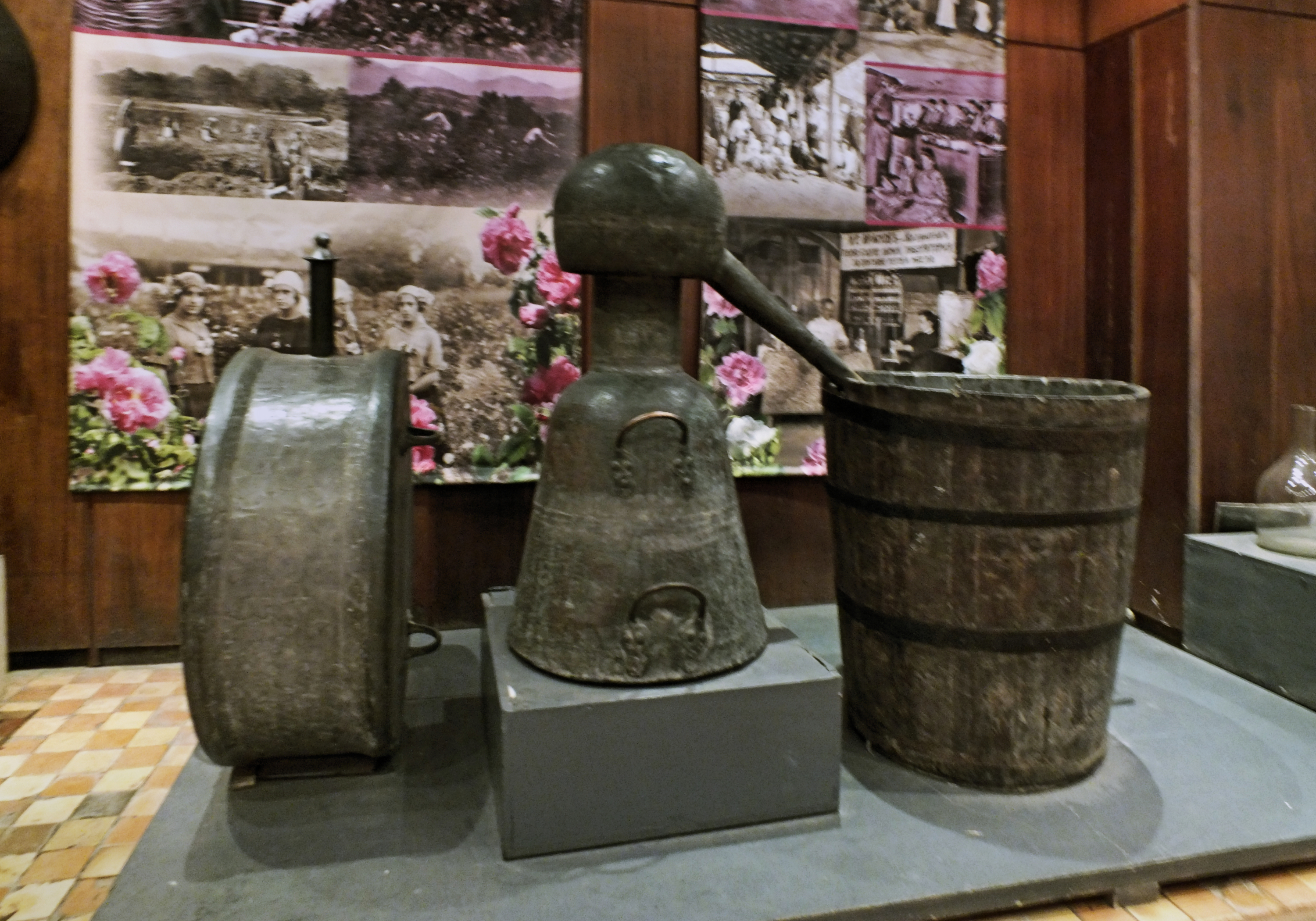
Alambicco esposto al museo delle rose a Kazanlăk.